# Baeolophus bicolor
El herrerillo bicolor o carbonero cresta negra (Baeolophus bicolor) es una especie de ave paseriforme de la familia Paridae, nativa de América del Norte. 

## Distribución y hábitat
Su hábitat son los bosques caducifolios y mixtos, así como jardines, parques y zonas de arbustos, su rango se extiende en el este de Estados Unidos y el sureste de Canadá en la región de los grandes Lagos. Es residente permanente en el área de las grandes Planicies, los grandes Lagos, el Golfo de México y el Océano Atlántico. La gama se está expandiendo hacia el norte, posiblemente debido a una mayor disponibilidad de alimento durante el invierno en los comederos para aves.